# Девід Епштейн
Девід Артур Епштейн — американський математик та інформатик. Професором інформатики в університеті Каліфорнії (Ірвайні). Відомий своєю працею в області обчислювальної геометрії, теорії графів і рекреаційної математики.

## Біографія
Він отримав ступінь бакалавра в області математики у Стенфордському університеті в 1984 році, а пізніше ступінь магістра (1985) і доктора (1989) в області комп'ютерних наук в Колумбійському університеті, після чого він захищав докторську дисертацію в дослідницькому центрі Пало-Альто компанії Xerox. Він вступив на факультет UC Irvine в 1990 році, і був співголовою департаменту комп'ютерних наук там з 2002 по 2005 рік.

## Область наукових інтересів
В інформатиці, дослідження Епштайна були зосереджені в основному на обчислювальну геометрію: мінімальні кістякові дерева, найкоротші шляхи, структури динамічних графів, візуалізацію графів і геометричні оптимізації. Його публікували також в таких областях застосування, як метод скінченних елементів, який використовується в інженерному проектуванні, і в обчислювальній статистиці, зокрема, в міцній, багатовимірній, непараметричній статистиці.
Епштейн був головою симпозіуму з обчислювальної геометрії в 2001 році, головою симпозіуму з дискретних алгоритмів в 2002 році, а також співголовою Міжнародного симпозіуму по візуалізації графів в 2009 році.

## Нагороди
У 1992 році Епштейн отримав премію Національного наукового фонду для молодих дослідників поряд з шістьма іншими вченими UC-Ірвін. У 2011 році він був названий Чоловік АОТ за його внесок в графові алгоритми і обчислювальну геометрію.

## Окремі видання
- Eppstein, David (1999). «Finding the k shortest paths». SIAM Journal on Computing 28 (2): 652—673. doi:10.1109/SFCS.1994.365697.^
- D. Eppstein, Z. Galil, G. F. Italiano, A. Nissenzweig (1997). «Sparsification—a technique for speeding up dynamic graph algorithms». Journal of the ACM 44 (5): 669—696. doi:10.1145/265910.265914.
- N. Amenta, M. Bern, D. Eppstein (1998). «The Crust and the β-Skeleton: Combinatorial Curve Reconstruction». Graphical Models and Image Processing 60 (2): 125. doi:10.1006/gmip.1998.0465.
- M. Bern & D. Eppstein (1992). «Mesh generation and optimal triangulation» (PDF). Technical Report CSL-92-1 (Xerox PARC). Republished in D.-Z. Du & F.K. Hwang, ed. (1992). Computing in Euclidean Geometry. World Scientific. ст. 23–90.

Книги
- D. Eppstein, J.-Cl. Falmagne, and S. Ovchinnikov (2008). Media Theory. Springer-Verlag.